# Рожков Микола Олександрович
Мико́ла Олекса́ндрович Рожко́в (24 жовтня (5 листопада) 1868 року, Верхотур'є, Пермська губернія — 2 лютого 1927 року, Москва) — російський історик та політичний діяч.
Член РСДРП з 1905 року, в серпні 1917 р. став членом ЦК партії меншовиків, з травня по липень 1917 року — товариш (заступник) міністра Тимчасового уряду, автор ряду праць з російської історії, економіки сільського господарства Росії, економічної та соціальної історії.

## Біографія

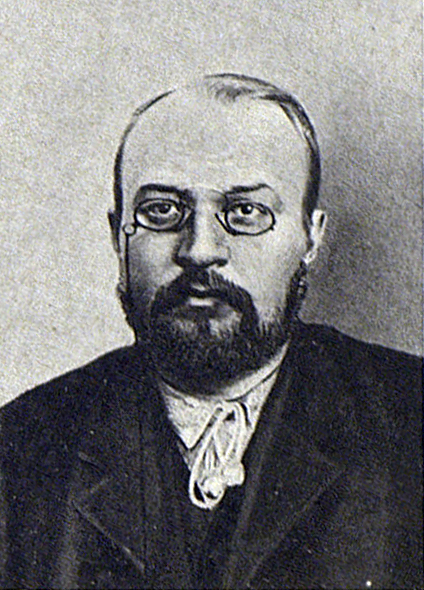
Рожков Микола Олександрович, 1907 рік

Микола Рожков народився в дворянській родині вчителя. Закінчив історико-філологічний факультет Московського університету (1890), брав участь у студентському русі. Навчався на одному курсі з істориком Михайлом Покровським. У 1891—1897 роках викладав стародавні мови в Пермській гімназії. У 1898-1906 роках працював приват-доцентом Московського університету. У 1896 році склав магістерський (кандидатський) іспит, а в 1899 році захистив дисертацію на тему «Сільське господарство Московської Русі в XVI ст.». Науковим опонентом на захисті був його науковий керівник історик Василь Ключевський. Того ж року дисертація вийшла окремою книжкою і отримала велику Уваровську премію. У дисертації на значному матеріалі вперше у вітчизняній історіографії було проаналізовано аграрну кризу, що вразила сільське господарство Московського царства у другій половині XVI ст.
Робота над дисертацією багато в чому визначила подальшу спеціалізацію Миколи Рожкова як історика: економічна, особливо аграрна, історія, а також його політичні погляди. Згодом Рожков писав, що в процесі підготовки дисертації став «фактичним марксистом», оскільки переконався, що «економіка дає ключ до розуміння політики».
На початку XX ст. Микола Рожков — уже автор низки наукових праць і підручників та відомий історик. Його статті публікуються в різних журналах («Життя», «Освіта», «Світ Божий», «Вісник виховання») та наукових збірниках.
У цей же період почалося його участь у роботі РСДРП. Спільно з Олександром Богдановим та Анатолієм Луначарським Микола Рожков редагував соціал-демократичний журнал «Правда». В 1905 році він став членом РСДРП, приєднавшись до більшовиків. Входив до редакції газети «Борьба», що видавалася літературно-лекторською групою Московського комітету РСДРП. У 1905—1906 роках був членом Московського, а у 1906—1907 рр. — Петербурзького комітету більшовиків, співробітник ряду більшовицьких видань.
Проте вже в квітні 1906 року на IV з'їзді РСДРП у своїх поглядах розійшовся з Леніном. Останній висунув нову аграрну програму РСДРП, що передбачала націоналізацію всіх земель після перемоги революції. А Рожков був автором іншої більшовицької програми («аграрної програми соціал-демократії в буржуазній революції»), що передбачала безоплатну передачу так званих відрізків і взагалі всіх орендованих селянами у поміщиків і держави земель селянським громадам. Ця програма розвивала ідеї колишньої програми РСДРП, яка була прийнята на ІІ з'їзді в 1903 році. Але більшістю голосів більшовицьких депутатів була прийнята все ж таки програма Володимира Леніна.
З 1906 року, після поразки грудневого (1905) збройного повстання в Москві, Микола Рожков перебував на нелегальному становищі. він був делегатом V з'їзду РСДРП (1907 р.), на якому був обраний до ЦК партії; у 1907-1908 рр. входив до складу Російського бюро ЦК РСДРП. У квітні 1908 р. був заарештований, а у 1910 р. засланий у Східну Сибір, де пробув до лютого 1917 року.
У засланні зійшовся з групою меншовиків (Іраклій Церетелі, Володимир Войтинський, С. Л. Вайнштейн, Федір Дан та інші). Також Микола Рожков брав активну участь у спільній роботі з випуску різних журналів («Сибірський огляд», «Сибірський журнал» та ін.). Політичні погляди цієї групи відрізнялися від поглядів інших соціал-демократів. Так, з питання війни і миру вони засуджували як різні форми «оборонства», які представляли Георгій Плеханов та Олександр Потресов, так і ленінську формулу «поразництва». Група Церетелі виступала за мир без анексій і контрибуцій і, разом з тим вказувала на необхідність участі соціал-демократів в обороні країни, якщо війна переросте у боротьбу за самозбереження нації».
Борис Ніколаєвський, що потаваришував з Рожковим у засланні, згодом зазначав про те, як там проходила швидка еволюція його світогляду: «Рожков-історик не міг не помітити величезної важливості того, що відбувається в країні „процесу народження культурного капіталізму“. Думка про це стала центральною у всіх його настроях, які, звичайно, дуже далеко йшли від правовірного ленінізму... Ленін виступив проти нього з усією притаманною йому різкістю».
Самооцінка Миколи Рожкова протягом його творчого шляху зазнавала явну еволюцію: на початку XX століття він характеризував свою наукову позицію як «критичний позитивізм» (мабуть близько до емпіріокритицизму) або «позитивно-критичний світогляд», але вже в 1911 році визначено називав себе марксистом.
Лютнева революція 1917 року застала Миколу Рожкова в Новоніколаєвську (нині Новосибірськ), де він став товаришем голови революційного комітету. У березні приїхав до Москви, брав участь у створенні групи соціал-демократів — «объединенцев», одна з цілей яких полягала в об'єднанні лівих течій і створення широкого революційного фронту. 27 квітня в газеті «Пролетар» у статті «Відповідь т. В. І. Степанову» (на статтю останнього в газеті «Соціал-демократ», № 30) Рожков закликав до об'єднання більшовиків і меншовиків.
Виступав з критикою більшовиків, які не підтримували ідею об'єднання. 8 квітня опублікував «Відкритий лист до Московської конференції більшовиків», в якому писав, що «...захватна тактика більшовиків... за своїми об'єктивними наслідками контрреволюційна тепер, при Тимчасовому уряді, урочисто взяла на себе зобов'язання, які є запорукою продовження революції в інтересах демократії» («Вперед», 1917, 8 квітня).
Микола Рожков - один із засновників Ліги аграрних реформ. 14 квітня 1917 року в Московському обласному бюро Рад РСД зробив доповідь про аграрну реформу, в якій пропонував всю землю, за винятком приватновласницької (від 50 до 120 десятин), передати в розпорядження держави. 23 червня у доповіді з аграрного питання на 2-му Всеросійському з'їзді Ліги аграрних реформ виступив з ідеєю націоналізації великих і середніх землеволодінь.
17 травня 1917 року Микола Рожков став товаришем міністра пошт і телеграфу (міністром був І. Г. Церетелі). Влітку 1917 року пропонував меншовикам та есерам сформувати «чистосоціалистичний» уряд, без кадетів, для якого навіть підготував програму реформ. Через декілька років він писав у своїй історичній праці, що Тимчасовий уряд «діяв», а кадети «займалися неделанием, саботуванням програми уряду». Коли в серпні Олександр Керенський сформував новий коаліційний уряд, Рожков подав у відставку, прийняту 1 серпня Тимчасовим урядом.
У той же час на надзвичайному з'їзді меншовиків (30 листопада — 7 грудня) спільно з лідерами партії Ю. О. Мартовим та Ф. І. Даном виступив проти збройної боротьби з більшовиками.
Протягом 1917-1918 років Микола Рожков багато разів виступав з лекціями на політичні та економічні теми, випустив ряд брошур. Написав ряд статей в газеті «Нове Життя»: 9 січня 1918 р. вийшла його стаття «Досить божевілля», критикувала більшовиків за розгін Установчих Зборів; 20 січня вийшла стаття «Поради», яка оцінювала Ради як об'єднувальну силу роздроблених соціалістичних партій; 9 квітня 1918 р. вийшла стаття «Плоди продовольчої диктатури», що критикувала продовольчу політику Радянської влади.
11 січня 1919 року Микола Рожков написав Володимиру Леніну лист, в якому закликав відмовитися від політики воєнного комунізму, що веде країну до «страшної катастрофи», та ввести ринкові відносини, нову економічну політику з «соціалістичної метою». Не задовольнившись відповіддю Леніна, 4 лютого написав йому другий лист зі схожим змістом. Фактично ще раніше, в ряді статей 1918 року, а також статей, написаних протягом 1919-1920 років, Рожков розвивав і пропагував ідеї НЕПу.
У березні 1921 року Микола Рожков був заарештований. На допиті заявив, що впевнений у загибелі Радянської влади, але вести боротьбу з нею не буде. Був поміщений в Петропавловську фортецю, але незабаром випущений. Знову заарештований у 1922 році за списком членів Об'єднаної ради професорів Петрограда. Політбюро ЦК РКП(б) від 26 жовтня і 7 грудня 1922 року прийняло спеціальні постанови щодо Рожкова. 26 жовтня воно ухвалило вислати вченого за кордон. Однак, враховуючи його заяву про вихід з партії меншовиків та його згоду співпрацювати з радянською владою, це рішення скасували. Володимир Ленін запропонував замінити висилку за кордон ссилкою до Пскова з умови тримати його під суворим наглядом.
У Пскові Микола Рожков викладав в місцевому педагогічному інституті. Після повернення до Москву влітку 1924 року він читав лекції в Академії комуністичного виховання, в Інституті Червоної професури, в 1-му МДУ а також в інших московських вишах. У 1926 році Рожков був призначений директором Державного історичного музею.
В останні роки життя учений працював над своєю найбільшою працею — дванадцятитомною «Російською історії в порівняльно-історичному висвітленні (основи соціальної динаміки)» (т. 1-12, 1918-1926), яку завершив незадовго до своєї смерті 2 лютого 1927 року.

## Наукові погляди і оцінки діяльності
Микола Рожков був не лише вченим-теоретиком, але й вченим-практиком, і почасти його участь у політиці була пов'язана саме з цим. Обставини його життя склалися таким чином, що він рано (вже в 1905 році) прилучився до керівництва РСДРП, і протягом наступних 15 років неодноразово виступав як принциповий опонент Леніна з різних теоретичних питань. На IV з'їзді РСДРП (1906 р.) він висунув власну аграрну програму від фракції більшовиків, що суперечить ленінській програмі. У 1911 році він критикував філософську концепцію Володимира Леніна, з 1917 по 1920 р. він виступав з критикою теорії і практики диктатури пролетаріату, продовольчої політики більшовиків та політики воєнного комунізму. І хоча у Леніна в зв'язку з цим були особливі мотиви не любити Рожкова і писати: «ця людина є і буде, ймовірно, нашим ворогом до кінця», — тим не менш, він не вислав його з країни в 1922 році разом з 300 іншими істориками та соціологів на так званому філософському пароплаві, а знайшов за доцільне залишити в країні, хоча і «під наглядом». Можливо, Володимир Ленін розумів, що без таких учених-практиків, нехай навіть записаних у «вороги», нова влада буде нежиттєздатною, бо нікому буде її рятувати від її власних помилок.
Про це свідчать і такі факти. Реформи в аграрній сфері після жовтня 1917 р. Володимир Ленін здійснював зовсім не по тій програмі, яку за його наполяганням прийняв IV з'їзд РСДРП (націоналізація землі на користь держави), а за програмою Миколи Рожкова (передача поміщицької землі безпосередньо селянам), або принаймні за схемою, дуже близькою до тієї, що раніше пропонував Рожков. НЕП теж не було запроваджено на початку 1921 року відповідно до рекомендацій Рожкова і всупереч усім теоріям і стратегіям, які перед цим розробив сам Ленін.
Що стосується оцінок діяльності Миколи Рожкова як вченого-теоретика, то ряд істориків у своїх працях посилався на нього як на визнаного авторитета в сфері аграрної історії Росії і в сфері економіки сільського господарства. Наприклад, американський історик Д. Блюм використовував висновки Рожкова щодо кризи російського сільського господарства в кінці XVI ст. та ряд інших його висновків; М. Покровський посилався на проведений Рожковим аналіз взаємозв'язку хлібних цін і урожаїв зерна. Як вказує доктор історичних наук О. В. Волобуєв, праця Рожкова «Сільське господарство Московської Русі в XVI ст.» вважається значним внеском у вивчення економічної історії Росії.
На відміну від праць інших істориків кінця XIX — початку XX ст. (Сергія Соловйова, Василя Ключевського, Сергія Платонова та інших), у працях Миколи Рожкова велика увага приділялася не лише загальній історії, але також економічній і демографічній історії Росії, містилося багато унікальних даних в цій області, а також його власних оцінок. Економічній історії присвячені спеціальні роботи («Сільське господарство Московської Русі в XVI ст.»; «Місто і село в російській історії», «Еволюція господарських форм» та ін.), так і його основна праця («Російська історія в порівняльно-історичному висвітленні»), який містить багато інформації по економіці й демографії Росії з найдавніших часів і аж до 1920-х рр. — і не лише з економіки сільського господарства, але з економіки промисловості та інших питань. Все це дозволяє віднести Рожкова до числа великих економічних істориків Росії. Так, у статті кандидата економічних Д. Я. Майдачевського говориться, що Микола Олександрович став «справжнім лідером вітчизняної економічної історіографії», Рожков також названий «ревним і успішним працівником в галузі економічної історії».
Нарівні з економічною історією чимале місце в працях Миколи Рожкова відведено соціальній історії, зокрема в таких його спеціальних роботах, як «Огляд російської історії з соціологічної точки зору», «Основні закони розвитку суспільних явищ» тощо. У засланні він написав роботу з філософії («Основи наукової філософії», 1911), в якій піддав критиці працю Володимира Леніна «Матеріалізм і емпіріокритицизм».
Погляди Рожкова на історичні явища багато в чому збігалися з поглядами Василя Ключевського, Миколи Покровського та інших істориків тієї доби. Він був прихильником теорії «торгового капіталізму» Покровського і пішов ще далі, виділивши два типи феодалізму — торговий і неторговий.
Сучасні історики вважають, що ряд висловлених ним нових ідей у цілому являв собою нову історичну концепцію, якій на тлі політичних пертурбацій початку XX ст. не було приділено належної уваги, а пізніше вона була розкритикована й відкинута радянською історичною наукою. В основі цієї історичної концепції лежало уявлення про визначальну роль економічного фактора в розвитку суспільства, значна роль надавалася також демографічному фактору. На думку доктора історичних наук О. В. Волобуєва, «в теоретичному відношенні історико-соціологічна концепція Рожкова являє собою цілісну і завершену модель всесвітньої історії...».
Рожков запропонував нову періодизацію російської історії, відмінну від тієї, що існувала і в офіційній «дворянській» історіографії XVIII—XIX ст., і в офіційній радянській історіографії 1930—1980-х років. Так, епоху Петра I він розглядав не як «початок нової ери» в російській історії, а як продовження «епохи дворянської революції», розпочатої століттям раніше. Ця періодизація відповідала висновків В. Ключевського, М. Покровського та інших істориків, які вказували на те, що всі реформи Петра I були продовженням реформ, які послідовно здійснювалися дворянською верхівкою і російськими царями з початку — середини XVII ст. Як писав Микола Рожков, «наївний» погляд на царювання Петра I як нову епоху розвитку Росії, переважала до другої половини XIX ст., застаріла і не відповідає новим виявленими фактами.
Російську історію Микола Рожков розглядав як чергування еволюційних і революційних епох, при цьому мотивами для «дворянської революції XVII—XVIII ст., на його думку, служили особливі інтереси невеликої соціальної групи (бояр і дворянства), а мотивами для революційних стрибків в XIX — початку XX ст. були інтереси прискорення розвитку країни та подолання її відставання від Заходу.
У цілому його погляди на історичний процес сильно відрізнялися як від марксизму-ленінізму, так і від того погляду на російську історію, який став насаджуватися в 1930-ті рр. і згодом став основою офіційної радянської історичної науки. За це Микола Рожков згодом зазнав у Радянському Союзі критики за «еклектичність історико-соціологічних поглядів» та «помилкову періодизацію історичного процесу». І настільки ж відмінними від комуністичної ідеології були його політичні погляди, що зумовило його нездатність «ужитися» з радянською владою, арешти і заслання, яких він зазнав на початку 1920-х рр.
Микола Рожков схвально сприйняв перехід до НЕПу в 1921 році, до введення якого він раніше закликав Леніна. Але незадовго до смерті у своїй великій науковій праці він вказував на посилення відсталості російського сільського господарства і проблеми в промисловості країни, які НЕП так і не зміг виправити. Це свідчить про його виняткову об'єктивність як історика.
В Австралії (штат Новий Південний Уельс) працює Центр з вивчення спадщини М. О. Рожкова (Rozhkov Historical Research Centre). Директор центру, професор Джон Гонсалес, написав ряд статей з багатьох аспектів життя Рожкова і опублікував першу його біографію англійською «An Intellectual Biography of N. A. Rozhkov: Life in a Bell Jar».

## Наукові праці
- «Сельское хозяйство Московской Руси в XVI в.» (М., 1899 г.)
- «Город и деревня в русской истории» (СПб, 1902)
- «Обзор русской истории с социологической точки зрения» (ч. 1-2, М., 1903—1905 гг.)
- «Эволюция хозяйственных форм» (С-Пб., 1905 г.)
- Рожков Н. «К аграрному вопросу» Москва, Колоколъ,1905 г.
- «Исторические и социологические очерки» Сб. ст. (ч. 1-2, М., 1906 г.)
- «Происхождение самодержавия в России» (М., 1906 г.)
- «Основные законы развития общественных явлений (Краткий очерк социологии)» (М., 1907 г.)
- «Основы научной философии» (1911 г.)
- «К истории народного хозяйства в Сибири. Экономический быт Макаровской волости Киренского уезда в конце XVIII и первой половине XIX вв.» Известия ВСОИРГО. Иркутск, 1915, т. XLIV
- «Лекции по истории социализма, читанные на Октябрьских педагогических курсах в Петрограде» (П., 1918 г.)
- Рожков Н. «История России за последнее столетие» изд. 2. Петроград. 1918 г.
- «Из русской истории» (ч. 1-2, П., 1923 г.)
- «Русская история в сравнительно-историческом освещении (основы социальной динамики)» (тт. 1-12, П.-Л.-М., 1918-26 гг.)
- «К методологии истории промышленных предприятий». Историк-марксист, 1926, № 2.